# بوبي باتلر (لاعب هوكي الجليد)
بوبي باتلر (بالإنجليزية: Bobby Butler)‏ هو لاعب هوكي الجليد أمريكي، ولد في 26 أبريل 1987 في مارلبورو في الولايات المتحدة.

## وصلات خارجية
- بوبي باتلر على موقع دوري الهوكي الوطني (الإنجليزية)
- بوبي باتلر على موقع الدوري الأمريكي لهوكي الجليد (الإنجليزية)
- بوبي باتلر على موقع EliteProspects.com (الإنجليزية)
- بوبي باتلر على موقع HockeyDB.com (الإنجليزية)
- بوبي باتلر على موقع Hockey-Reference.com (الإنجليزية)
- بوبي باتلر على موقع أوليمبيديا (الإنجليزية)